# Краснояр (Ревдинський міський округ)
Красноя́р (рос. Краснояр) — селище у складі Ревдинського міського округу Свердловської області.
Населення — 179 осіб (2010, 158 у 2002).
Національний склад станом на 2002 рік: росіяни — 97 %.